# 응우옌푹투언
응우옌 푹 투언(베트남어: Nguyễn Phúc Thuần / 阮福淳 완복순, 1754년 12월 31일(음력 11월 18일) ~ 1777년 10월 18일(음력 9월 18일))은 대월 후 레 왕조 응우옌 주의 제9대 군주(재위: 1765년 ~ 1776년)이다. 다른 이름으로 응우옌 푹 헌(베트남어: Nguyễn Phúc Hân / 阮福昕 완복흔)이라고도 한다. 군주의 약칭은 정왕(Định Vương/定王)이다.

## 생애
까인흥 26년 5월 20일(1765년 7월 7일), 무왕이 서거하였으며 원래는 제2황자 응우옌 푹 루언(베트남어: Nguyễn Phúc Luân / 阮福㫻 완복곤)이 계승하여야 하나, 간신 쯔엉 푹 로안(베트남어: Trương Phúc Loan / 張福巒 장복만)이 권력을 잡기위해, 집안이 약하면서 가문상 정통성이 높은 응우옌 푹 투언을 군주로 오르게 하였다. 호는 경부도인(베트남어: Khánh Phủ Đạo Nhân / 慶暊道人)이다. 옹립한 공로로 쯔엉 푹 로안에게 국부(國傅)로 칭하게 하였다. 
이후, 군주는 재위 내내 정사를 보지는 않고 노는 것에만 열중하였으며, 정사는 쯔엉 푹 로안이 담당하여 국정을 장악하였다. 뇌물과 불법을 일삼았고 반대세력 등을 몰아내거나 주살하는 등으로 몰살 시켰다. 이에 선왕 응우옌 푹 코앗 때부터 이어져온 불만들이 터져나와 농민봉기가 전국 각지에서 일어나기 시작하였다. 
까인흥 32년(1771년), 서산 봉기(西山 蜂起)가 일어났다. 봉기의 주동자인 응우옌냑(베트남어: Nguyễn Nhạc / 阮岳 완악)은 쯔엉 푹 로안과 군주 응우옌 푹 투언을 몰아내고, 요절한 왕세자의 아들이자 조카인 응우옌 푹 즈엉(베트남어: Nguyễn Phúc Dương / 阮福暘 완복양)을 군주 후계자로 세워 많은 백성의 지지를 받았다. 그러자 응우옌 군은 서산 봉기의 진압을 시도하였으나 실패하였고, 평정(平定, 지금의 빈딘), 광의(廣義, 지금의 꽝응아이), 평순(平順, 지금의 빈투언) 등을 오히려 봉기군에 내주게 되었다.
까인흥 35년(1774년), 북부를 통치하던 찐 주는 서산 봉기를 보고 쯔엉 푹 로안을 토벌한다는 명분으로 휴전 합의 한지 약 100년 만에 재남침(2차 찐-응우옌 분쟁)을 시작하였다. 호앙 티 푹(베트남어: Hoàng Ngũ Phúc / 黃五福 황오복)을 선봉으로 내세워 한번에 응우옌 주의 주요 근거지인 부춘(富春, 지금의 후에)을 공략하였다. 이에 응우옌 군을 찐 주의 공격에 반격하려 했으나 실패하고, 부춘이 함락되자 남쪽으로 피신하게 된다.
까인흥 36년(1775년), 군주 응우옌 푹 투언은 조카 응우옌 푹 즈엉을 왕세자(王世子)로 삼아 민심을 사들이려 노력하였다. 군주는 가정(嘉定, 지금의 호찌민 시)로 세자는 구저촌(俱低村, 다낭 시 호아방 현)으로 피신하여 끝까지 찐 주에 저항하였다.
까인흥 37년(1776년), 응우옌냑의 동생 응우옌르(베트남어: Nguyễn Lữ / 阮侶 완려)는 이 기회를 노려 봉기군을 지휘하여 가정성을 공격하였으며, 군주는 진변(鎮邊, 지금의 비엔호아)로 피신하였다. 그러나 응우옌 주 장군인 도 타인 넌(베트남어: Đỗ Thanh Nhơn / 杜淸仁 두청인)이 떠이선의 군사를 몰아내었다. 이후에, 리따이(베트남어: Lý Tài / 李才 이재)가 떠이선 세력에 반기를 들고, 11월 4일(1776년 12월 14일)에 세자에게 양위 시키고 군주는 태상왕으로 물러나게 하였다.  
까인흥 38년(1777년), 떠이선 세력이 가정을 함락시켰으며, 태상왕은 용주(龍川, 지금의 까마우)로 피신하였다. 9월 18일(1777년 10월 18일)에 쫓아가는 떠이선 군에 의해 살해당하니, 향년 24세(만 22세)였다.

## 시호, 능호
시호는 응우옌 주가 망하고 난 후인 까인흥(景興) 39년(1778년)에 섭정완왕(攝政阮王)으로 오른 응우옌 푹 아인(Nguyễn Phúc Ánh／阮福暎)에 의하여 시호를 총명관후영민혜화효정왕(Thông Minh Khoan Hậu Anh Mẫn Huệ Hòa Hiếu Định Vương/聰明寬厚英敏惠和孝定王)으로 추존하였으며, 응우옌 왕조가 건국 하고 칭제 후인 자롱(嘉隆) 5년(1806년)에 묘호를 예종(Duệ Tông/睿宗), 시호를 총명관후영민혜화효정황제(Thông Minh Khoan Hậu Anh Mẫn Huệ Hòa Hiếu Định Hoàng Đế/聰明寬厚英敏惠和孝定皇帝)로 재추존하였다.
능호는 장소릉(Trường Thiệu Lăng/長紹陵)이다.

## 가족 관계

### 후비
| 봉호        | 시호 | 이름 (성씨)                                      | 별칭 | 생몰년도 | 국구 (장인/장모) | 비고  |
| ----------- | ---- | ------------------------------------------------ | ---- | -------- | ---------------- | ----- |
| 정비 (正妃) |      | 응우옌 티 짜우 (Nguyễn Thị Châu /阮氏珠 /완씨주) |      |          | [ 1 ]            | [ 2 ] |

### 왕녀
| - | 봉호 | 시호                   | 이름                                                        | 생몰년도        | 생모                | 부마 | 별칭 | 비고 |
| - | ---- | ---------------------- | ----------------------------------------------------------- | --------------- | ------------------- | ---- | ---- | ---- |
| 1 |      | 혜정 (Huệ Trinh /惠貞) | 응우옌 티 응옥툭 (Nguyễn Thị Ngọc Thục /阮氏玉淑 /완씨옥숙) | 1776년 ~ 1818년 | 정비 응우옌 티 짜우 |      |      |      |

## 기년
| 예종            | 원년               | 2년        | 3년        | 4년        | 5년        | 6년        | 7년        | 8년        | 9년        | 10년       |
| 서기            | 1766년             | 1767년     | 1768년     | 1769년     | 1770년     | 1771년     | 1772년     | 1773년     | 1774년     | 1775년     |
| 육십간지        | 병술(丙戌)         | 정해(丁亥) | 무자(戊子) | 기축(己丑) | 경인(庚寅) | 신묘(辛卯) | 임진(壬辰) | 계사(癸巳) | 갑오(甲午) | 을미(乙未) |
| 후 레 왕조 연호 | 까인흥 (景興) 27년 | 28년       | 29년       | 30년       | 31년       | 32년       | 33년       | 34년       | 35년       | 36년       |
| 예종            | 11년               | (12년)     |            |            |            |            |            |            |            |            |
| 서기            | 1776년             | (1777년)   |            |            |            |            |            |            |            |            |
| 육십간지        | 병신(丙申)         | 정유(丁酉) |            |            |            |            |            |            |            |            |
| 후 레 왕조 연호 | 37년               | (38년)     |            |            |            |            |            |            |            |            |